# Justine Dufour-Lapointe
Justine Dufour-Lapointe (født 25. marts 1994) er en canadisk freestyle skiløber, som konkurrerer i pukkelpist. Hun repræsentererde Canada under vinter-OL 2014 i Sotsji, hvor hun vandt guld i pukkelpist for damer. Hendes to søstre, Maxime og Chloé, deltog også i legene.
Hun vandt sølv under vinter-OL 2018 i disciplinen pukkelpist for damer.